# 美容口腔管理学会
美容口腔管理学会（びようこうくうかんりがっかい、Academy of Cosmetic Oral Care;ACOC）とは美しさを念頭においた口腔管理とそのアピールを取り扱う専門学術団体の一つである。

## 概要
2001年に設立された。会員数約160名。

## 本部事務局
- 〒570-0035 大阪府守口市東光町1-22-27 臨床器材研究所内

## 学会誌
- 『The Journal of Cosmetic Oral Care』年1回発刊 ISSN:なし[2]

## 専門認定
- ACOC Fellow[3]

## 加盟団体
- 日本歯学系学会協議会